# Súng ngắn APB
APB (АПБ, Автоматический пистолет бесшумный, Avtomaticheskij Pistolet Besshumnyj) (mã GRAU là 6P13, 6П13) là loại súng ngắn tự động hãm thanh được phát triển bởi A.S. Neugodovym tại TSNIITOCHMASH sau khi nhận được yêu cầu về việc phát triển một loại súng có độ ồn thấp khi bắn vào năm 1970 cho lực lượng Spetsnaz và KGB tại Liên Xô, đến khoảng năm 1972 thì bắt đầu chế tạo. Có vẻ như là thiết kế APB đã được làm lại từ đầu từ khẩu Stechkin APS. Với ống hãm thanh được gắn vào thì súng vẫn kêu như một khẩu súng ngắn bắn đạn 5.6×15R (.22 LR) nhưng lại rất chính xác và dễ dàng điều khiển kể cả khi bắn tự động liên tục nhất là khi dùng với báng được gắn vào. Loại súng này đã được sử dụng rộng rãi từ Chiến tranh Afghanistanvà các cuộc xung đột sau đó bởi các lực lượng đặc biệt.

## Thiết kế
APB có cách hoạt động giống như APS nhưng đầu nòng súng được thiết kế lại với các lỗ khoan hoạt động như một bộ phận chống giật và đầu nòng khắc rãnh để gắn ống hãm thanh vào. Báng súng tháo ráp nặng nề và cồng kềnh của khẩu APS đã được thay thế bằng một báng súng dạng khung nhẹ và cơ động hơn nhiều.
Hệ thống nhắm cơ bản của súng là điểm ruồi. Hộp đạn rời của súng chứa 20 viên.